# Ines
Ines  è un nome proprio di persona italiano femminile.

## Varianti in altre lingue
- Croato: Ines[2]
- Finlandese: Iines[2]
- Francese: Inès[2]
- Galiziano: Iñés[5]
- Inglese: Inez[2][6]
- Lettone: Inese[2]
  - Ipocoristici: Ina[2]
- Lituano: Inesa[2]
- Portoghese: Inês[2]
- Russo: Инесса (Inessa)[2][4]
- Sloveno: Ines[2]
- Spagnolo: Inés[1][2][3][4][5][6], Inéz
- Ucraino: Інесса (Inessa)[2], Інеса (Inesa)

## Origine e diffusione
È la forma spagnola del nome Agnese (che deriva dal greco antico ἁγνός, hagnós, "casta", "pura"); si tratta in pratica di un allotropo, che "convive" in italiano a fianco del nome da cui deriva.
In Italia, è attestato prevalentemente al Nord, rarificandosi man mano che si scende verso il Sud. Inizialmente, venne introdotto sporadicamente durante il periodo di dominazione spagnola, che fu più importante nel Meridione; tuttavia la vera e propria diffusione avvenne nell'Ottocento per vie letterarie, principalmente grazie ad opere teatrali spagnole, o ambientate in Spagna, in cui comparivano personaggi così chiamati. Poiché si diffuse per via scritta e non per via orale, finì per essere pronunciato diversamente dall'originale spagnolo (che è "Inès" con l'accento sulla E, mentre in italiano il nome è divenuto "Ìnes", con l'accento sulla I); questo a causa della tendenza, in italiano, di spostare all'inizio l'accento sulle parole che terminano per consonante.

## Onomastico
L'onomastico si festeggia solitamente lo stesso giorno di Agnese, cioè in genere il 21 gennaio in memoria di sant'Agnese, vergine e martire.

## Persone

Ines Bedeschi

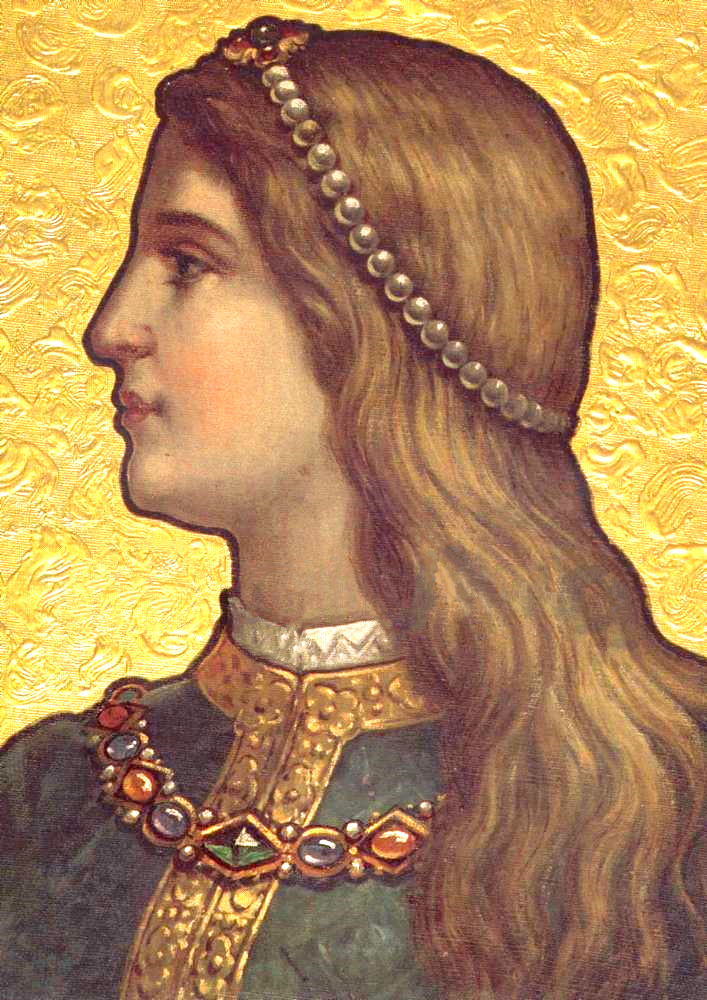
Inés de Castro

- Ines Alfani Tellini, soprano e regista italiana
- Ines Bedeschi, partigiana italiana
- Ines Castellani Fantoni Benaglio, scrittrice italiana
- Ines Ciaschetti, attrice italiana
- Ines Donati, attivista italiana
- Ines Lidelba, attrice teatrale italiana
- Ines Müller, atleta tedesca
- Ines Nobili, attrice italiana
- Ines Pellegrini, attrice italiana
- Ines Poggetto, insegnante, partigiana e poetessa italiana
- Ines Cristina Zacconi, attrice teatrale italiana

### Variante Inés
- Inés Arrimadas, politica spagnola

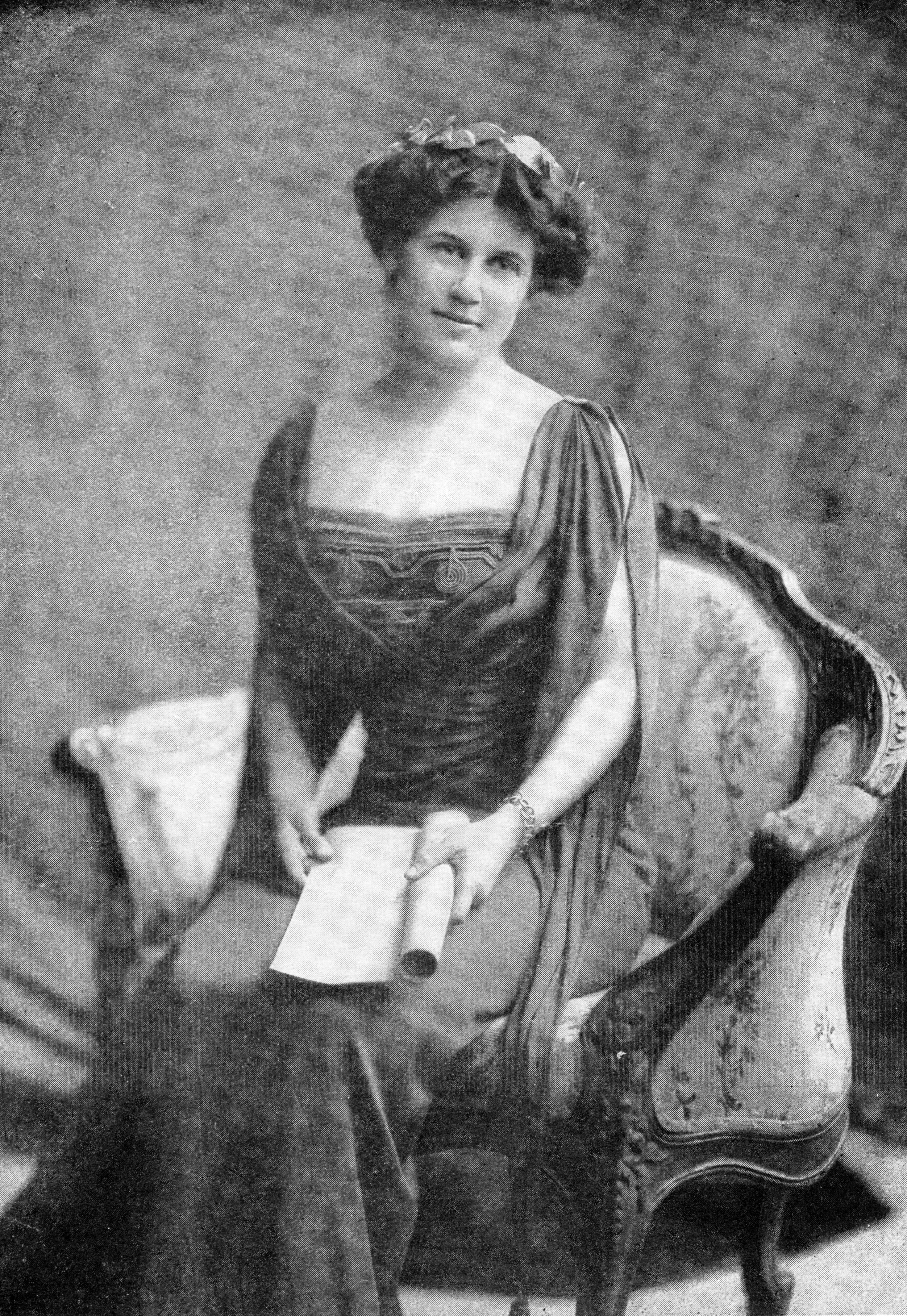
Inez Milholland

- Inés de Castro, regina consorte di Portogallo
- Inés de Suárez, militare spagnola
- Inés Efron, attrice argentina
- Inés Melchor, maratoneta e mezzofondista peruviana
- Inés Rivero, modella argentina
- Inés Sastre, modella e attrice spagnola

### Variante Inez
- Inez Bjørg David, attrice danese
- Inez Courtney, attrice statunitense
- Inez Milholland, attivista statunitense
- Inez Turner, atleta giamaicana

### Altre varianti
- Inessa Armand, rivoluzionaria russa
- Inès Boubakri, schermitrice tunisina
- Inès de la Fressange, modella e stilista francese
- Inese Jaunzeme, atleta sovietica
- Inesa Kravec', atleta ucraina
- Inês Pires, nobile portoghese

## Il nome nelle arti
- Inés dell'anima mia, romanzo della scrittrice cilena Isabel Allende.